# 夢 (THE BLUE HEARTSの曲)
「夢」（ゆめ）は、日本のロックバンド、THE BLUE HEARTSの通算13枚目のシングル。

## 解説
6thアルバム『STICK OUT』からの先行シングル。
サントリー・ビール「ライツ」のCMソングに起用される。
2002年、フジテレビ系ドラマ『人にやさしく』の主題歌に起用され、CDが再発された。
収録されているライブバージョンの2曲は、1992年6月2日に東京の日本武道館で行われたライブ「HIGH KICK TOUR」FINALのオープニングの曲と2曲目であり、オリジナルの音源は5thアルバム『HIGH KICKS』に収録されている。

## 収録曲
| 全編曲: THE BLUE HEARTS。 |                                                          |            |            |      |
| #                         | タイトル                                                 | 作詞       | 作曲       | 時間 |
| 1.                        | 「夢」                                                   | 真島昌利   | 真島昌利   | 2:30 |
| 2.                        | 「皆殺しのメロディ」(ライブ・バージョン)                 | 甲本ヒロト | 甲本ヒロト | 2:06 |
| 3.                        | 「東京ゾンビ（ロシアンルーレット）」(ライブ・バージョン) | 甲本ヒロト | 甲本ヒロト | 2:56 |
| 合計時間:                 | 合計時間:                                                | 合計時間:  | 合計時間:  | 7:32 |

## その他
- 当時、読売ジャイアンツの高橋由伸選手が打席に立つときのBGMに使用されていたこともあった。福岡ソフトバンクホークスの田上秀則選手も使用していた。

- 2007年、NTT東日本のBフレッツのCMソングにこの曲の替え歌が使われていた。

- 2014年、しまむらで販売されるSorridereのCMソングにこの曲の替え歌が使われている。また同年4月より開始したTBSの深夜番組『アイ・アム・冒険少年』のテーマ曲に使用。

- 2017年、ガリバーインターナショナルのCMソングに起用された。

- 2019年10月、花王のヘアカラー、ブローネ泡カラーのCMソングに起用（歌唱は女性歌手によるもの）。

- 2021年2月より放送されている俳優の村上虹郎が出演するZoffのCMに同曲の歌詞を一部変更して使用されている[1]。

- 2022年12月30日放送『クイズ☆正解は一年後』（TBSテレビ）内にてヒコロヒーがカバー。音源は2023年1月1日に配信リリースされるトリビュート・アルバム『ザ・ブルーハーツ クイズ☆正解は一年後 トリビュート』に収録[2]。
- 2024年6月11日、塩入冬湖（FINLANDS）によるカバーバージョンが、西野七瀬出演のサントリー『ほろよい』CMソングとして起用され、同日に配信シングルとしてリリースされた[3]。